# Nämnden för statens gruvegendom
Nämnden för statens gruvegendom, NSG, var en svensk statlig myndighet som verkade mellan 1973 och 30 juni 1993.
Myndigheten hade bland annat till uppgift att  förvalta statens mineralfyndigheter och annan statlig gruvegendom. I en motion 1991 föreslog Börje Hörnlund (c) att NSG skulle utlokaliseras till Malå, bland annat för att dess verksamhet huvudsakligen bedrevs i Norrlandslänen och på grund av att Sveriges Geologiska AB hade sin huvudverksamhet där.
Efter myndighetens avveckling hanterades dess ansvarsområden bland annat av Sveriges geologiska undersökning.